# Саваяма, Рина
Рина Саваяма (яп. リナ サワヤマ, англ. Rina Sawayama; род. 16 августа 1990, Ниигата) — японская и британская певица и автор песен.

## Биография
Рина Саваяма родилась 16 августа 1990 года в Ниигате, Япония. Она жила там до пятилетнего возраста, пока её семья не решила переехать в Лондон, где она выросла и в настоящее время живет. Она изучала политику, психологию и социологию в Колледже Магдалины, в Кембридже. В то же время она увлеклась музыкой и моделингом. Во время учёбы в университете состояла в хип-хоп группе под названием Lazy Lion, в которую также входил Тео Эллисом, играющий сейчас в группе Wolf Alice. Окончила университет по специальности политология.

## Карьера
Саваяма начала свою сольную карьеру в 2013 году, выпустив сингл «Sleeping in Waking». В июне 2015 года она выпустила музыкальный клип, срежиссированный Арвидой Бюстрём, на свой трек «Tunnel Vision».
В 2016 году она выпустила сингл «Where U Are» с сопровождающим музыкальным видео, снятым Алессандрой Курр. Песня поясняет взаимодействие человека с цифровыми медиа, Саваяма пояснила: «в интернете вы можете представить лучшую версию самого себя, а ваш перегревшийся телефон заменит вам человеческое тепло. Самое странное — мы вместе, но и очень одиноки».
В марте 2017 года премьера её сингла «Cyber Stockholm Syndrome» состоялась на платформе журнала The Fader. В том же году были выпущены синглы «Alterlife» и «Tunnel Vision», дуэт с Шамиром, а затем её дебютный мини-альбом Rina. Саваяма была на тот момент без лейбла, и альбом был выпущен независимо.
В 2018 году она выпустила сингл «Valentine» на День Святого Валентина. Музыкальное видео для альбомного трека «Ordinary Superstar» было выпущено в июне 2018 года. В августе 2018 года певица выпустила трек «Cherry», в котором она исследует свою сексуальную идентичность. Саваяма отправилась в гастрольный тур Ordinary Superstar по Великобритании и Америке в конце 2018 года.
В 2019 году выступала на разогреве у Charli XCX во время её тура по Великобритании.
В 2020 году, после подписания контракта с Dirty Hit records, она объявила о выпуске своего дебютного альбома Sawayama. Альбому предшествовали синглы «STFU!», песня в стиле хэви-метал и «Comme Des Garçons (Like the Boys)», «дань уважения танцевальным трекам начала 2000-х годов». Третий сингл в стиле R&B начала века под названием «XS» был выпущен 2 марта 2020 года. В следующем месяце Саваяма выпустила ещё один сингл с альбома под названием «Chosen Family». Её дебютный альбом Sawayama был выпущен 17 апреля 2020 года и получил широкое признание критиков.
В 2021 году Саваяма получила роль в фильме «Джон Уик 4». В том же году певица выпустила альтернативную версию песни «Chosen Family», записанную совместно с Элтоном Джоном. 3 сентября вышел альбом ремиксов Леди Гаги Dawn of Chromatica, где Саваяма совместно с Clarence Clarity поучаствовала в записи песни «Free Woman». 10 сентября вышел альбом каверов The Metallica Blacklist, на котором присутствовала песня «Enter Sandman» в исполнении певицы. Также в 2021 году Саваяма начала работу над новым альбомом.
В начале 2022 года певица выпустила несколько совместных треков. Песня «Beg For You» с Charli XCX вышла 27 января в поддержку пятого альбома Чарли CRASH. Совместный трек с Паблло Виттар «Follow Me» был выпущен 31 марта.
16 мая 2022 году Саваяма анонсировала выход второго студийного альбома Hold The Girl. Два дня спустя, 18 мая, был выпущен лид-сингл «This Hell». Второй сингл «Catch Me In The Air» был выпущен 27 июня. Ровно через месяц, 27 июля, состоялся выход одноимённой песни «Hold The Girl». Четвёртый сингл «Phantom» был выпущен 25 августа. 12 сентября, за четыре дня до выхода альбома, был выпущен заключительный сингл «Hurricanes».

## Личная жизнь
В августе 2018 года Саваяма совершила каминг-аут во время интервью, заявив: «Я всегда писала песни о девушках. Я не думаю, что когда-либо упоминала парней в своих песнях, и именно поэтому я хотела говорить об этом». Она идентифицировала себя и как бисексуалку, и как пансексуалку.

## Дискография

### Студийные альбомы
| Название      | Детали                                                                                           | Пиковая позиция |
| Название      | Детали                                                                                           | JPN Digital     |
| ------------- | ------------------------------------------------------------------------------------------------ | --------------- |
| Sawayama      | - Выпущен: 17 апреля 2020 - Лейбл: Dirty Hit - Форматы: цифровая загрузка, стриминг, винил, CD   | 65              |
| Hold The Girl | - Выпущен: 16 сентября 2022 - Лейбл: Dirty Hit - Форматы: цифровая загрузка, стриминг, винил, CD | 29              |

### Мини-альбомы
| Название | Детали                                                                                      | Пиковая позиция |
| Название | Детали                                                                                      | JPN Digital     |
| -------- | ------------------------------------------------------------------------------------------- | --------------- |
| Rina     | - Выпущен: 27 октября 2017 - Лейбл: независимо - Формат: цифровая загрузка, стриминг, винил | 93              |

### Синглы
| Название                            | Год  | Альбом      |
| ----------------------------------- | ---- | ----------- |
| «Sleeping in Waking»                | 2013 | без альбома |
| «Where U Are»                       | 2016 | без альбома |
| «This Time Last Year»               | 2016 | без альбома |
| «Cyber Stockholm Syndrome»          | 2017 | Rina        |
| «Alterlife»                         | 2017 | Rina        |
| «Tunnel Vision» (featuring Shamir   | 2017 | Rina        |
| «Valentine (What’s It Gonna Be)»    | 2018 | без альбома |
| «Cherry»                            | 2018 | без альбома |
| «Flicker»                           | 2018 | без альбома |
| «STFU!»                             | 2019 | Sawayama    |
| «Comme Des Garçons (Like the Boys)» | 2020 | Sawayama    |
| «XS»                                | 2020 | Sawayama    |
| «Chosen Family»                     | 2020 | Sawayama    |
| «Bad Friend»                        | 2020 | Sawayama    |

## Фильмография
- 2019 — Сделай погромче, Чарли / Turn Up Charlie — Лейла Валентайн (2 эпизода)
- 2023 — Джон Уик 4 / John Wick: Chapter 4 — Акира
- TBA — Каин / Caine — Акира